# مقاطعة براون (داكوتا الجنوبية)
براون (بالإنجليزية: Brown)‏، هي إحدى مقاطعات ولاية داكوتا الجنوبية في الولايات المتحدة الأمريكية.